# Élections législatives libanaises de 2005
Les élections législatives libanaises de 2005 ont lieu du 29 mai au 19 juin 2005 pour renouveler les 128 sièges de la Chambre des députés. Elles font suite à la révolution du Cèdre de février 2005 et au départ des dernières troupes syriennes du Liban en avril 2005, après 29 ans de présence sur le territoire libanais. Ce sont également les premières élections libres depuis la guerre du Liban.
L'alliance du 14-Mars remporte les élections avec la majorité absolue de 72 des 128 sièges. L'alliance comporte notamment le courant du futur mené par Saad Hariri (fils de l'ancien premier ministre Rafiq Hariri, assassiné le 14 février 2005), le chef druze Walid Joumblatt, les Forces libanaises de Samir Geagea et les Kataëb d'Amine Gemayel. La principale force d'opposition est l'alliance du 8-Mars qui comprend notamment les partis chiites pro-syriens, le Hezbollah et le mouvement Amal, qui remportent 33 sièges à eux deux. Une alliance autour du Courant patriotique libre, parti chrétien du général Michel Aoun, remporte 21 sièges.
À l'issue des élections, Fouad Siniora est choisi comme Premier ministre. Un mois après les élections, le 19 juillet 2005, il parvient à former un gouvernement.

## Résultats
| Alliances        | Sièges | Parti Politique                                                  | Sièges |
| ---------------- | ------ | ---------------------------------------------------------------- | ------ |
| Bloc anti-syrien | 72     | Courant du Futur                                                 | 36     |
| Bloc anti-syrien | 72     | Parti socialiste progressiste                                    | 16     |
| Bloc anti-syrien | 72     | Forces libanaises                                                | 5      |
| Bloc anti-syrien | 72     | Kornet Chehwane : Phalanges libanaises et Parti national-libéral | 6      |
| Bloc anti-syrien | 72     | Bloc Tripolitain                                                 | 4      |
| Bloc anti-syrien | 72     | Mouvement du renouveau démocratique                              | 1      |
| Bloc anti-syrien | 72     | Mouvement de la gauche démocratique                              | 1      |
| Bloc anti-syrien | 72     | Indépendant                                                      | 4      |
| Bloc pro-syrien  | 35     | Bloc de la libération et du développement (Amal)                 | 15     |
| Bloc pro-syrien  | 35     | Bloc de la fidélité à la Résistance (Hezbollah)                  | 14     |
| Bloc pro-syrien  | 35     | Parti social nationaliste syrien                                 | 2      |
| Bloc pro-syrien  | 35     | Autres                                                           | 4      |
| Alliance Aoun    | 21     | Courant patriotique libre                                        | 14     |
| Alliance Aoun    | 21     | Bloc Skaff                                                       | 5      |
| Alliance Aoun    | 21     | Bloc Murr                                                        | 2      |
| Total            | Total  | Total                                                            | 128    |